# Le Martyre de sainte Julie
Le Martyre de sainte Julie ou le Retable de sainte Julie, retable de Sainte Liberata (en italien) ou de Sainte Wildefortis (en Flamand) est un triptyque du peintre néerlandais Jérôme Bosch qui porte aussi le nom de Triptyque de la martyre crucifiée. À l'image de bien des œuvres de Jérôme Bosch, sa date de réalisation est inconnue, mais est située autour de 1497. On estime néanmoins qu'il s'agit d'une œuvre de jeunesse. Le triptyque, une peinture à l'huile sur panneau, mesure 104 × 119 cm. Il est actuellement exposé aux Galeries de l'Académie de Venise.
Le panneau central, intitulé Le Martyre de la sainte, représente le crucifiement de la martyre sainte Julie de Corse ou de sainte Liberatade dont les iconographies sont similaires. La croix de la sainte martyre emplit la composition. Elle est vêtue somptueusement, en tant que princesse de Carthage, et revêt la couronne du martyre sur la tête ; à ses pieds Eusèbe, le commerçant syrien à qui elle avait été vendue comme esclave.
Le panneau de gauche est connu sous le nom de Saint Antoine en méditation et le panneau de droite Les Deux Marchands d'esclaves.